# Slowaakse Superliga 1993/94
De Slowaakse Superliga 1993/1994 was het eerste seizoen in de hoogste afdeling van het Slowaakse voetbal sinds de vreedzame ontmanteling van Tsjecho-Slowakije. Aan de competitie deden twaalf clubs mee: de zes Slowaakse deelnemers aan de 1. československá fotbalová liga 1992/93 en de zes hoogst geëindigde teams van de 1. slovenská národní fotbalová liga 1992/93. In Tsjechië ging toen de 1. česká fotbalová liga 1993/94 van start. Na een volledige competitie (22 speelronden) speelden de nummers één tot en met zes in de winnaarspoule (tien duels) om de landstitel, de nummers zeven tot en met twaalf in de degradatieronde (tien duels). ŠK Slovan Bratislava werd de eerste landskampioen sinds de onafhankelijkheid.

## Eindstand
| №               | Club                  | WG             | W              | G              | V              | DV             | DT             | +/–            | Punten         |
| Kampioensgroep  | Kampioensgroep        | Kampioensgroep | Kampioensgroep | Kampioensgroep | Kampioensgroep | Kampioensgroep | Kampioensgroep | Kampioensgroep | Kampioensgroep |
| --------------- | --------------------- | -------------- | -------------- | -------------- | -------------- | -------------- | -------------- | -------------- | -------------- |
| 1               | ŠK Slovan Bratislava  | 32             | 20             | 10             | 2              | 63             | 28             | +35            | 50             |
| 2               | FK Inter Bratislava   | 32             | 18             | 4              | 10             | 65             | 45             | +20            | 40             |
| 3               | DAC Dunajska Streda   | 32             | 13             | 10             | 9              | 62             | 47             | +15            | 36             |
| 4               | Tatran Presov         | 32             | 10             | 14             | 8              | 47             | 43             | +4             | 34             |
| 5               | SK Žilina             | 32             | 11             | 11             | 10             | 50             | 42             | +8             | 33             |
| 6               | 1. FC Košice          | 32             | 8              | 11             | 13             | 35             | 54             | –19            | 27             |
| Degradatiegroep |                       |                |                |                |                |                |                |                |                |
| 7               | Spartak Trnava        | 32             | 8              | 12             | 12             | 25             | 32             | –7             | 28             |
| 8               | Lokomotiva Košice     | 32             | 7              | 14             | 11             | 30             | 47             | –17            | 28             |
| 9               | Dukla Banská Bystrica | 32             | 9              | 9              | 14             | 31             | 43             | –12            | 27             |
| 10              | Chemlon Humenné       | 32             | 7              | 13             | 12             | 31             | 43             | –12            | 27             |
| 11              | Banik Prievidza       | 32             | 9              | 9              | 14             | 34             | 42             | –8             | 27             |
| 12              | FC Nitra              | 32             | 12             | 3              | 17             | 39             | 46             | –7             | 27             |

|  | Geplaatst voor de voorronde van de UEFA Cup 1994/95     |
|  | Geplaatst voor de voorronde van de Europacup II 1994/95 |
|  | Gedegradeerd naar de 1. slovenská futbalová liga        |

### Topscorers
- In onderstaand overzicht zijn alleen de spelers opgenomen met tien of meer treffers achter hun naam.

| № | Naam             | Club                | Goals | Pen. | Duels | Gem. |
| - | ---------------- | ------------------- | ----- | ---- | ----- | ---- |
| 1 | Pavol Diňa       | DAC Dunajská Streda | 19    |      |       |      |
| 2 | Martin Obšitník  | Inter Bratislava    | 14    |      |       |      |
| 2 | Mikuláš Radványi | DAC Dunajská Streda | 14    |      |       |      |
| 4 | Ľuboš Zuziak     | MŠK Žilina          | 13    |      |       |      |
| 4 | Ivan Šefčík      | MŠK Žilina          | 13    |      |       |      |